# Taça de Macau 2023
Der Taça de Macau 2023 war ein Ko-Fußballwettbewerb in Macau. Organisiert wurde der Wettbewerb von der Macau Football Association. Es nahmen neun Vereine an dem Wettbewerb teil. Der Wettbewerb begann am 17. Mai 2023 und endete mit dem Finale am 20. Juli 2023. Titelverteidiger war Chao Pak Kei.

## Termine
| Runde            | Datum                         |
| ---------------- | ----------------------------- |
| Gruppenspiele    | 17. Mai 2023 bis 5. Juli 2023 |
| Halbfinale       | 12. Juli 2023                 |
| Spiel um Platz 3 | 19. Juli 2023                 |
| Finale           | 20. Juli 2023                 |

## Resultate und Begegnungen

### Gruppenphase

#### Gruppe A

##### Tabelle
| Pl. | Verein               | Sp. | S | U | N | Tore    | Diff. | Punkte |
| --- | -------------------- | --- | - | - | - | ------- | ----- | ------ |
| 1.  | Chao Pak Kei         | 4   | 4 | 0 | 0 | 020:100 | +19   | 12     |
| 2.  | Cheng Fung           | 4   | 3 | 0 | 1 | 021:110 | +10   | 09     |
| 3.  | CD Estrelas Toi Seng | 4   | 1 | 1 | 2 | 002:140 | −12   | 04     |
| 4.  | CD Lün Lók           | 4   | 0 | 2 | 2 | 006:150 | −9    | 02     |
| 5.  | Tak Chun Ka I        | 4   | 0 | 1 | 3 | 006:140 | −8    | 01     |

##### Spiele
| Datum         |                      | Ergebnis |                      |
| ------------- | -------------------- | -------- | -------------------- |
| 17. Mai 2023  | Cheng Fung           | 10:0     | CD Estrelas Toi Seng |
| 17. Mai 2023  | Chao Pak Kei         | 7:0      | CD Lün Lók           |
| 27. Mai 2023  | CD Estrelas Toi Seng | 0:0      | CD Lün Lók           |
| 27. Mai 2023  | Cheng Fung           | 6:1      | Tak Chun Ka I        |
| 7. Juni 2023  | CD Lün Lók           | 4:4      | Tak Chun Ka I        |
| 7. Juni 2023  | CD Estrelas Toi Seng | 0:3      | Chao Pak Kei         |
| 14. Juni 2023 | Tak Chun Ka I        | 0:2      | Chao Pak Kei         |
| 14. Juni 2023 | CD Lün Lók           | 0:21     | Cheng Fung           |
| 21. Juni 2023 | Cheng Fung           | Abbruch2 | Chao Pak Kei         |
| 21. Juni 2023 | Tak Chun Ka I        | 1:2      | CD Estrelas Toi Seng |
| 1. Juli 2023  | Cheng Fung           | 1:83     | Chao Pak Kei         |
| 5. Juli 2023  | CD Lün Lók           | 2:44     | Cheng Fun            |

- 1 Abbruch nach der Halbzeit
- 2 Abbruch
- 3 Austragung der Restspielzeit des abgebrochenen Spiels vom 21. Juni 2023
- 4 Austragung der zweiten Halbzeit des abgebrochenen Spiels vom 14. Juni 2023

#### Gruppe B

##### Tabelle
| Pl. | Verein                  | Sp. | S | U | N | Tore    | Diff. | Punkte |
| --- | ----------------------- | --- | - | - | - | ------- | ----- | ------ |
| 1.  | CD Monte Carlo          | 3   | 3 | 0 | 0 | 019:100 | +18   | 09     |
| 2.  | Benfica de Macau        | 3   | 2 | 0 | 1 | 009:300 | +6    | 06     |
| 3.  | Hang Sai SC             | 3   | 0 | 1 | 2 | 003:140 | −11   | 01     |
| 4.  | Sporting Clube de Macau | 3   | 0 | 1 | 2 | 002:150 | −13   | 01     |

##### Spiele
| Datum         |                         | Ergebnis |                         |
| ------------- | ----------------------- | -------- | ----------------------- |
| 24. Mai 2023  | CD Monte Carlo          | 6:1      | Hang Sai SC             |
| 24. Mai 2023  | Benfica de Macau        | 3:0      | Sporting Clube de Macau |
| 28. Mai 2023  | Sporting Clube de Macau | 0:10     | CD Monte Carlo          |
| 28. Mai 2023  | Hang Sai SC             | 0:6      | Benfica de Macau        |
| 28. Juni 2023 | CD Monte Carlo          | 3:0      | Benfica de Macau        |
| 28. Juni 2023 | Sporting Clube de Macau | 2:2      | Hang Sai SC             |

### Halbfinale
| Datum         |                | Ergebnis        |                  |
| ------------- | -------------- | --------------- | ---------------- |
| 12. Juli 2023 | Chao Pak Kei   | 0:1             | Benfica de Macau |
| 12. Juli 2023 | CD Monte Carlo | 0:0 4:2 (n. E.) | Cheng Fung       |

### Spiel um Platz 3
| Datum         |              | Ergebnis |            |
| ------------- | ------------ | -------- | ---------- |
| 19. Juli 2023 | Chao Pak Kei | 6:0      | Cheng Fung |

### Finale
| Datum              |                  | Ergebnis        |                |
| ------------------ | ---------------- | --------------- | -------------- |
| 30. September 2022 | Benfica de Macau | 2:2 1:4 (n. E.) | CD Monte Carlo |